# ليانا دحدوح
'

## المسيرة المهنية
حازت على لقب أجمل طفلة 1996 في بولونيا وعملت في مجال عرض الأزياء .
احيت حفلات في دار الاوبرا كعازفة كمان
بعدها شغلت منصب مدير العلاقات العامة والإعلام بوكالة صارجي التي تقدم خدمات عديدة في مجال الإعلام والإعلان وعملت في الفترة من 2009 وحتى عام 2011 ، ثم عملت كمحررة صحفية وكاتبة مقالات سياسية في جريدة النور من عام 2011 وحتى عام 2012 .

## معلومات عنها
تعشق الكتابة والسفر والموسيقى كما أنها عازفة كمان.

## اللغات
تتحدث اربع لغات هما العربية والفرنسية والإنجليزية والتركية .

## روابط ذات علاقة
- ام بي سي
- إم بي سي 4
- الموقع الإلكتروني لشبكة تلفزيون الشرق الأوسط MBC